# Bruno Zapelli
Bruno Zapelli (Villa Carlos Paz, 17 maggio 2002) è un calciatore argentino con cittadinanza italiana, centrocampista dell'Athl. Paranaense.

## Biografia
Nato a Villa Carlos Paz, nella provincia argentina di Córdoba, durante l'infanzia si è trasferito con la famiglia in Svizzera, dove il padre lavorava, per poi fare ritorno in Argentina.
È in possesso della cittadinanza italiana, in virtù delle origini della sua famiglia.

## Caratteristiche tecniche
È un trequartista dalle buone doti atletiche e tecniche, che può essere anche impiegato su entrambe le fasce o da mezzala.
Per le sue caratteristiche, è stato paragonato a Franco Vázquez e Javier Pastore, ma ha dichiarato di ispirarsi soprattutto a Juan Román Riquelme.

## Carriera

### Club

#### Gli inizi e il Belgrano
Zapelli è cresciuto nel settore giovanile del Villarreal, a cui è approdato a undici anni, dopo essere stato notato durante un raduno a Rosario. Qui, ha giocato per tre anni, prima di essere costretto a tornare in Argentina, a causa delle norme della FIFA sul tesseramento di atleti minorenni ed extracomunitari. Dopo aver sostenuto dei provini per Boca Juniors, Rosario Central e Talleres, nel 2016 il centrocampista si è unito al Belgrano.
Dopo aver fatto la trafila delle giovanili della squadra di Córdoba, Zapelli ha esordito fra i professionisti il 5 dicembre 2020, in occasione dell'incontro di Primera B Nacional contro l'Independiente Rivadavia, vinto per 3-0. Ha poi segnato la sua prima rete il 4 luglio 2021, decidendo la sfida di campionato contro il Dep. Maipú (1-2).
Nella stagione 2022, con 36 presenze e due reti, Zapelli è risultato fra i protagonisti della promozione del Belgrano in massima serie.
Il 29 gennaio 2023, ha debuttato in Primera División, partendo da titolare nella sfida in casa del Racing Club, conclusasi a reti inviolate. Lungo la stagione, colleziona un gol e tre assist in 23 partite con il Belgrano. In tutto, il centrocampista ha collezionato 88 presenze e cinque reti con il club di Córdoba.

#### L'approdo in Brasile
Il 21 luglio 2023, Zapelli è stato ufficialmente ceduto all'Athl. Paranaense per quattro milioni di dollari (circa 3,6 milioni di euro), più il 50% di una futura rivendita a favore del Belgrano, firmando un contratto quinquennale con la società brasiliana. Nell'occasione, è diventato il secondo acquisto più caro nella storia dell'Athletico, dopo Vitor Roque.
Ha esordito con il Furacão otto giorni dopo, nell'incontro di campionato con il Cruzeiro, pareggiato per 3-3. Il 15 agosto seguente, ha segnato il suo primo gol per il club nel successo per 2-0 in campionato sul Cuiabá.

### Nazionale
Grazie alle sue origini, Zapelli ha potuto scegliere di rappresentare sia l'Argentina, sia l'Italia a livello internazionale.
È stato convocato dalle nazionali Under-15 e Under-17 argentine, con cui però non ha mai esordito.
Nel marzo del 2023, ha ricevuto la sua prima convocazione con la nazionale Under-21 italiana, guidata da Paolo Nicolato, per due partite amichevoli contro Serbia e Ucraina. Ha quindi fatto il suo esordio con gli Azzurrini nel primo dei due incontri, il 24 marzo seguente, partendo da titolare nella sfida vinta per 0-2 dagli Azzurrini.
Nell'agosto dello stesso anno, tuttavia, il centrocampista ha deciso di tornare a rappresentare la Albiceleste, accettando la chiamata del CT della nazionale maggiore argentina, Lionel Scaloni, in vista delle partite di qualificazione ai Mondiale del 2026 contro Ecuador e Bolivia.

## Statistiche

### Presenze e reti nei club
Statistiche aggiornate al 7 dicembre 2023.
| Stagione        | Squadra          | Campionato      | Campionato | Campionato | Coppe nazionali | Coppe nazionali | Coppe nazionali | Coppe continentali | Coppe continentali | Coppe continentali | Altre coppe | Altre coppe | Altre coppe | Totale | Totale |
| Stagione        | Squadra          | Comp            | Pres       | Reti       | Comp            | Pres            | Reti            | Comp               | Pres               | Reti               | Comp        | Pres        | Reti        | Pres   | Reti   |
| --------------- | ---------------- | --------------- | ---------- | ---------- | --------------- | --------------- | --------------- | ------------------ | ------------------ | ------------------ | ----------- | ----------- | ----------- | ------ | ------ |
| 2020-2021       | Belgrano         | BN              | 5          | 0          |                 | -               | -               |                    | -                  | -                  |             | -           | -           | 5      | 0      |
| 2021            | Belgrano         | BN              | 28         | 1          |                 | -               | -               |                    | -                  | -                  |             | -           | -           | 28     | 1      |
| 2022            | Belgrano         | BN              | 36         | 2          | CA              | 1               | 0               |                    | -                  | -                  |             | -           | -           | 37     | 2      |
| gen.-lug. 2023  | Belgrano         | PD              | 24         | 1          | CA+CdL          | 0               | 0               |                    | -                  | -                  |             | -           | -           | 24     | 1      |
| Totale Belgrano | Totale Belgrano  | Totale Belgrano | 93         | 4          |                 | 1               | 0               |                    | -                  | -                  |             | -           | -           | 94     | 4      |
| lug.-dec. 2023  | Athl. Paranaense | A               | 21         | 2          | CB              | 0               | 0               | CL                 | 0                  | 0                  |             | -           | -           | 21     | 2      |
| Totale carriera | Totale carriera  | Totale carriera | 114        | 6          |                 | 1               | 0               |                    | -                  | -                  |             | -           | -           | 115    | 6      |

### Cronologia presenze e reti in nazionale
| Cronologia completa delle presenze e delle reti in nazionale ― Italia under 21 | Cronologia completa delle presenze e delle reti in nazionale ― Italia under 21 | Cronologia completa delle presenze e delle reti in nazionale ― Italia under 21 | Cronologia completa delle presenze e delle reti in nazionale ― Italia under 21 | Cronologia completa delle presenze e delle reti in nazionale ― Italia under 21 | Cronologia completa delle presenze e delle reti in nazionale ― Italia under 21 | Cronologia completa delle presenze e delle reti in nazionale ― Italia under 21 | Cronologia completa delle presenze e delle reti in nazionale ― Italia under 21 |
| Data                                                                           | Città                                                                          | In casa                                                                        | Risultato                                                                      | Ospiti                                                                         | Competizione                                                                   | Reti                                                                           | Note                                                                           |
| ------------------------------------------------------------------------------ | ------------------------------------------------------------------------------ | ------------------------------------------------------------------------------ | ------------------------------------------------------------------------------ | ------------------------------------------------------------------------------ | ------------------------------------------------------------------------------ | ------------------------------------------------------------------------------ | ------------------------------------------------------------------------------ |
| 24-3-2023                                                                      | Bačka Topola                                                                   | Serbia under 21                                                                | 0 – 2                                                                          | Italia under 21                                                                | Amichevole                                                                     | -                                                                              | 59’                                                                            |
| Totale                                                                         |                                                                                | Presenze                                                                       | 1                                                                              |                                                                                | Reti                                                                           | 0                                                                              |                                                                                |

## Palmarès

### Club

#### Competizioni nazionali
- Primera B Nacional: 1

Belgrano: 2022